# 錢芹 (嘉靖進士)
錢芹（1501年—1570年），字懋文，號泮泉，浙江嘉興府海鹽縣人，軍籍，明朝政治人物。

## 生平
嘉靖元年（1522年）壬午科浙江鄉試第四十三名舉人，嘉靖十七年（1538年）中式戊戌科會試第二百七十三名，二甲第八十三名進士。授刑部主事，歷官刑部郎中、廣東肇慶府知府、湖廣永州府知府。著有《存雅堂集》，或称《永州集》。

## 家族
曾祖錢寔；祖父錢達，贈南京刑部郎中；父錢琦，臨江府知府。母王氏（封宜人）。具慶下。從兄錢顒、錢顯、錢岳、錢岑、錢著、錢蘭、錢蕙，兄錢蔘，從弟錢薇，弟錢萱、錢葵、錢蘥、錢蔉。女婿江西右布政使劉炌。